# Parachiton eos
Parachiton eos är en blötdjursart som beskrevs av Saito 1996. Parachiton eos ingår i släktet Parachiton och familjen Leptochitonidae. Inga underarter finns listade i Catalogue of Life.